# Prasodryas acratopa
Prasodryas acratopa is een vlinder uit de familie tastermotten (Gelechiidae). De wetenschappelijke naam van deze soort is voor het eerst geldig gepubliceerd in 1926 door Meyrick.
De soort komt voor in tropisch Afrika.